# Sphinctomyrmex imbecilis
Sphinctomyrmex imbecilis är en myrart som beskrevs av Auguste-Henri Forel 1907. Sphinctomyrmex imbecilis ingår i släktet Sphinctomyrmex och familjen myror. Inga underarter finns listade i Catalogue of Life.

## Bildgalleri

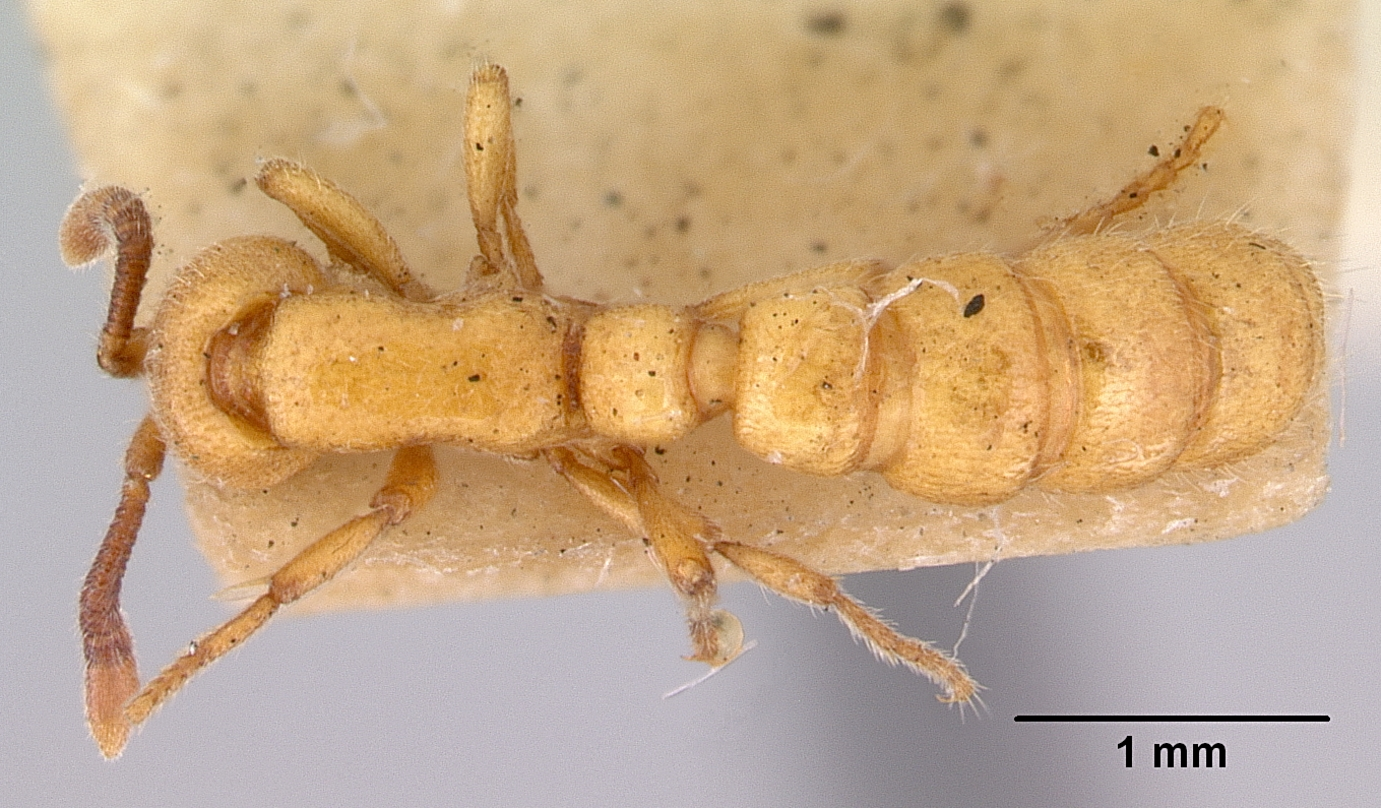
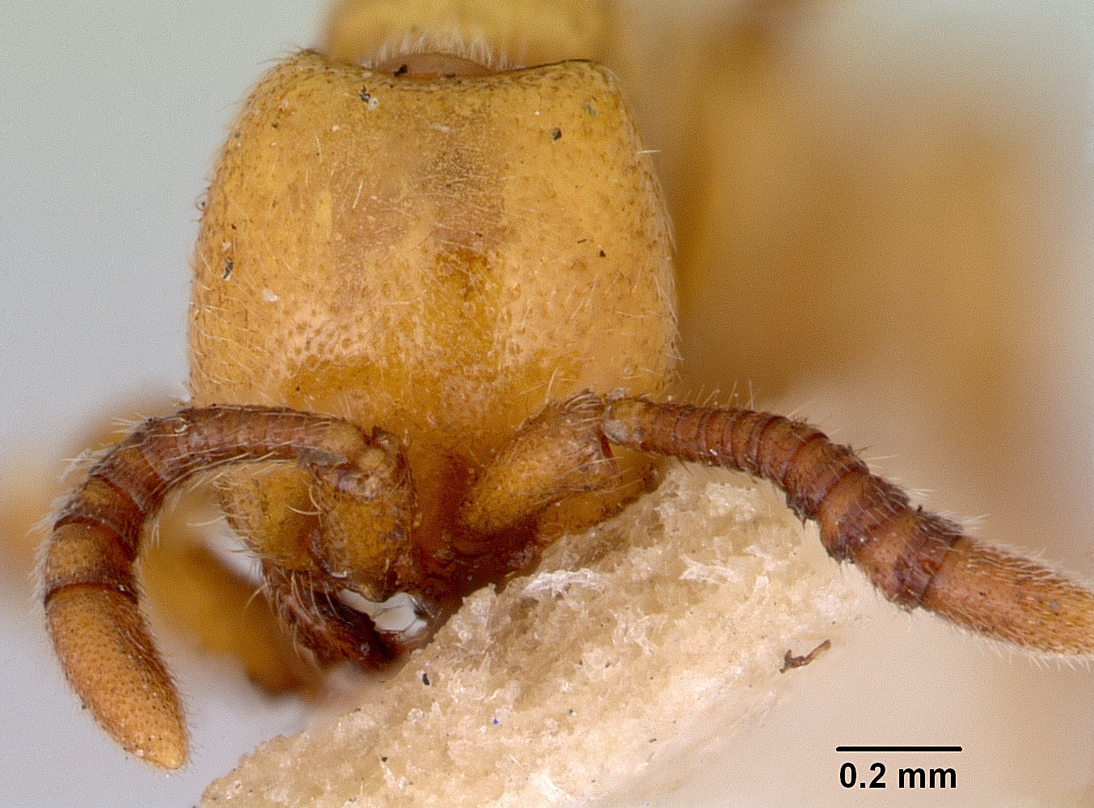
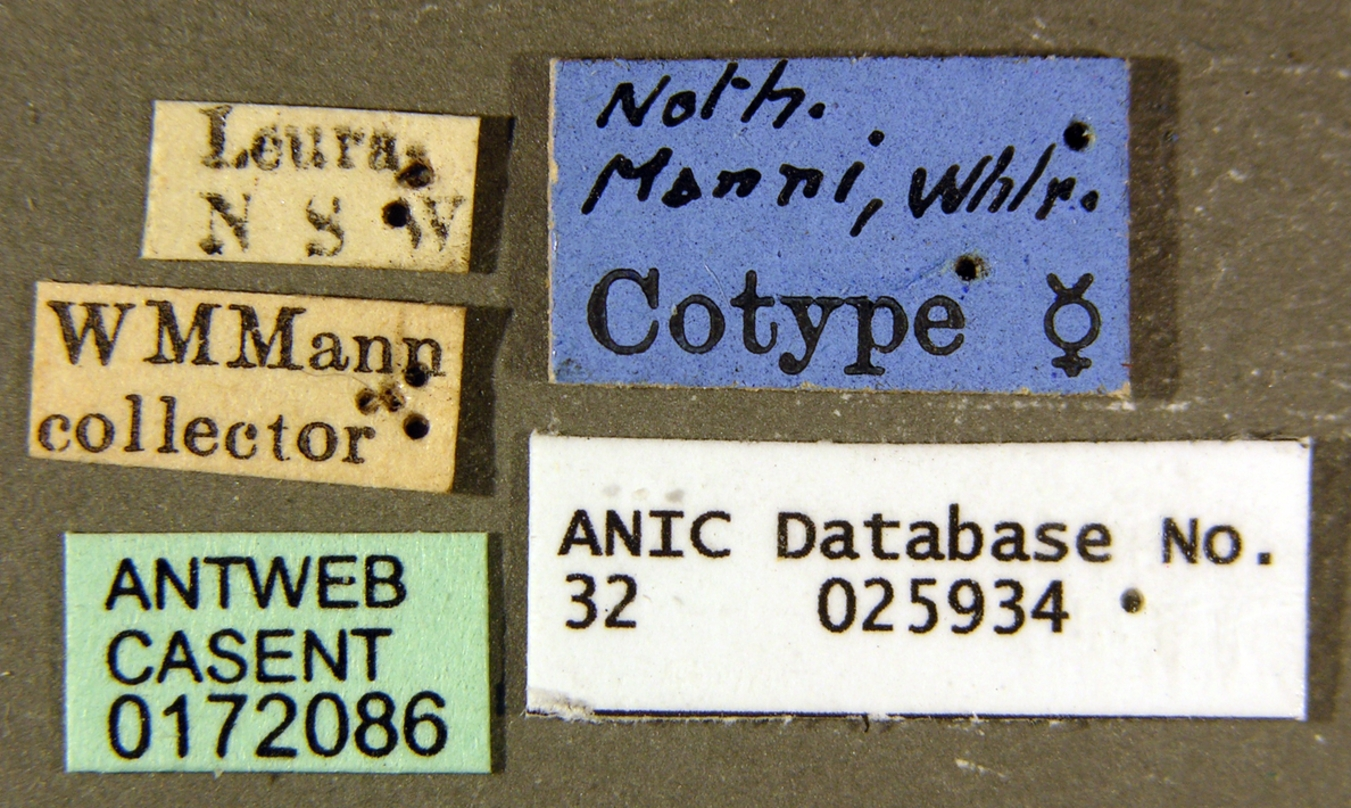
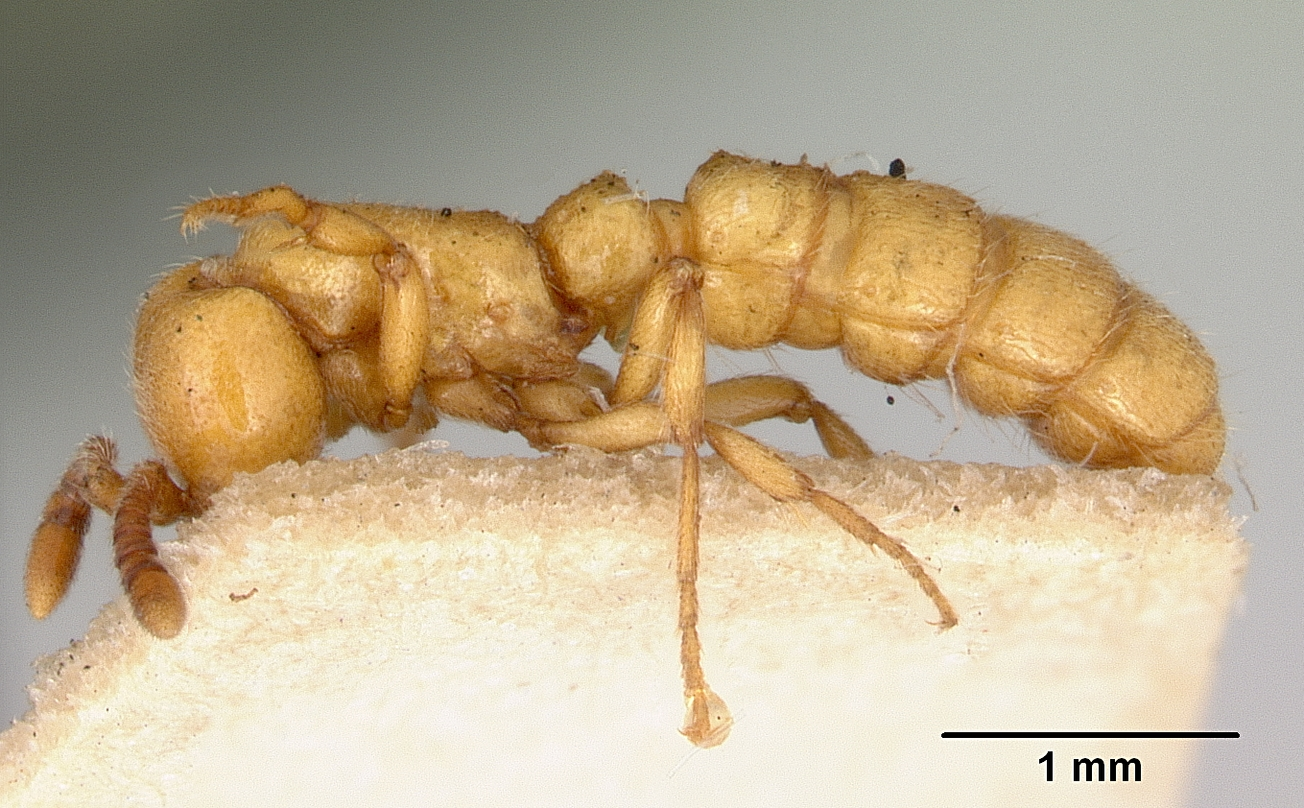
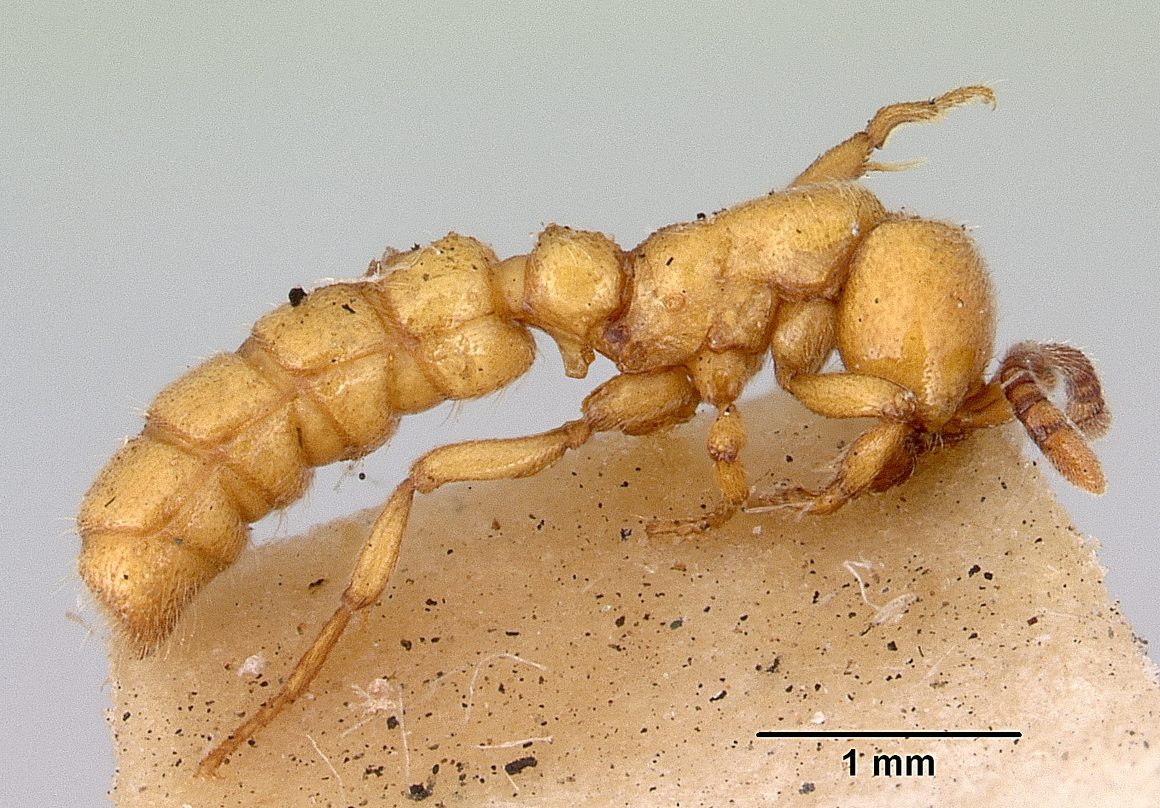
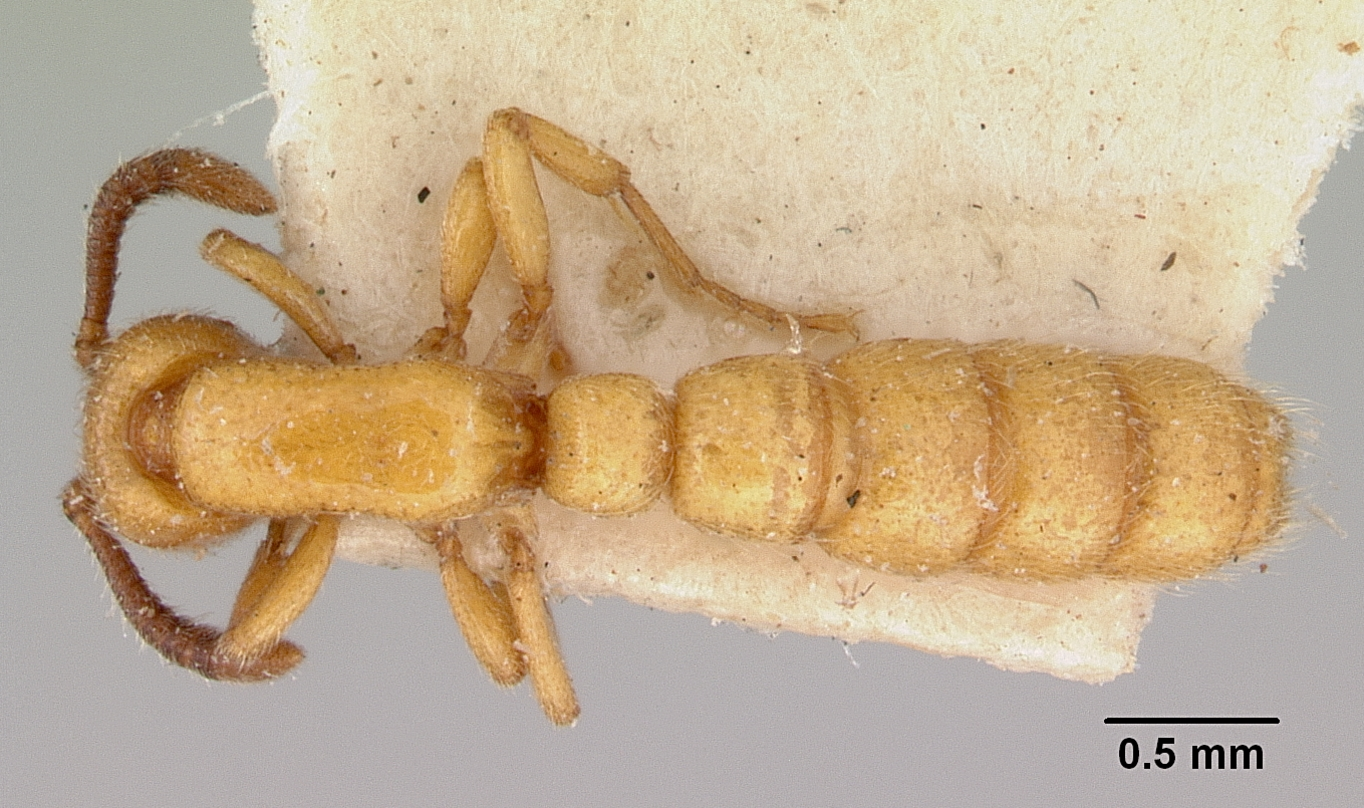